# Бразильско-казахстанские отношения
Казахстанско-бразильские отношения — двусторонние отношения между Казахстаном и Бразилией. Дипломатические отношения между странами были установлены 22 сентября 1993 года.
Федеративная Республика Бразилия признала независимость Республики Казахстан 26 декабря 1991 года.

## Договорно-правовая база
В настоящее время договорно-правовая база отношений двух стран основывается на 5 межгосударственных и межправительственных договорах, а также 4 межведомственных документах в различных областях. Большинство из которых были подписаны 27 сентября 2007 года в городе Бразилиа, по итогу двусторонних государственных визитов, и вступили в силу позднее.

### Межгосударственные и межправительственные договоры
1. Соглашение между Правительством Республики Казахстан и Правительством Федеративной Республики Бразилия о торгово-экономическом сотрудничестве (вступило в силу 25 марта 2013 года)[1];
2. Соглашение между Правительством Республики Казахстан и Правительством Федеративной Республики Бразилия об освобождении владельцев дипломатических и служебных паспортов от визовых требований (вступило в силу 8 сентября 2008 года)[2];
3. Декларация взаимоотношений между Республикой Казахстан и Федеративной Республикой Бразилия о принципах;
4. Протокол намерений между Правительством Республики Казахстан и правительством Федеративной Республики Бразилия о техническом сотрудничестве в области сельского хозяйства;
5. Соглашение между Правительством Республики Казахстан и Правительством Федеративной Республики Бразилия о краткосрочных безвизовых поездках граждан Республики Казахстан и Федеративной Республики Бразилия в форме обмена нотами (подписано в июле 2016 года в г. Астана, вступило в силу 6 сентября 2016 года)[3].

### Межведомственные документы
1. Протокол между Министерством иностранных дел Республики Казахстан и Министерством иностранных дел Федеративной Республики Бразилия о политических консультациях;
2. Меморандум между Министерством иностранных дел Республики Казахстан и Министерством иностранных дел Федеративной Республики Бразилия по установлению политического, экономического, торгового и инвестиционного диалога (2 октября 2013 года, г. Бразилиа);
3. Меморандум между Агентством Республики Казахстан по делам спорта и физической культуры и Министерством спорта Федеративной Республики Бразилия о сотрудничестве в области спорта (2 октября 2013 года, г. Бразилиа);
4. Меморандум между Академией государственного управления при Президенте РК и Институтом Рио-Бранко Министерства иностранных дел Бразилии (2 октября 2013 года, г. Бразилиа).

## Политический диалог
Казахстанско-бразильское сотрудничество определяется договоренностями, достигнутыми по итогам состоявшихся в 2007 году и 2009 году двусторонних государственных визитов на высшем уровне. Политический диалог также поддерживается через механизм консультаций комиссий МИД-ов двух стран (за период 2008—2021 годов встречи проводились 4 раза).

### Многостороннее сотрудничество
Поступательно развивается взаимодействие между Казахстаном и Бразилией и в многостороннем формате. Страны оказали обоюдную поддержку кандидатурам друг друга в Совет по правам человека ООН на 2012—2015 годы. В октябре 2016 года Казахстан поддержал кандидатуру Бразилии в Совет ООН по правам человека на 2017—2019 годы. По итогам избрания Казахстана в качестве непостоянного члена Совета Безопасности ООН, МИД Бразилии направил поздравление, в котором высоко оценил внешнеполитические инициативы Казахстана и роль Президента Республики Казахстан в поддержании международного мира и безопасности.

## Экономические отношения
По данным Комитета таможенного контроля МФ РК, товарооборот между двумя странами за январь-октябрь 2022 году составил 364,2 млн долларов (экспорт в Бразилию — 84,8 млн долларов, импорт из Бразилии — 279,4 млн долларов). В 2016 году — 181,9 млн долларов (казахстанский экспорт — 25,8 млн долларов, импорт из Бразилии — 156,1 млн долларов). Основные статьи бразильского экспорта в Казахстан: сахар, табак, машинное оборудование и запчасти к ним, строительные материалы, апельсиновый сок, мясо, сера, ферросплавы, уран. Основные статьи бразильского импорта из Казахстана: сера, ферросилиций, изделия из пластмасс, резины и черных металлов, самолеты, тростниковый сахар, табак,  сок и кофе.

## Дипломатические представительства
- В августе 2006 года в Астане состоялось открытие Посольства Бразилии[9].
- В октябре 2012 года в Бразилиа состоялось открытие Посольства Казахстана[10], кроме этого Казахстан имеет почетные консульства в Рио-де-Жанейро и Санта-Катарине[11].

## Послы Казахстана в Бразилии
1. Б. Ордабаев (2012 — 2015)
2. К. Саржанов (29.03.2016)[12]
3. Б. Т. Нусупов (июнь 2019)[10]

## Послы Бразилии в Казахстане
1. 10 марта 1999 г. Официальная резиденция Терезы Марии Мачадо Квинтелла в Москве[13] 24 февраля 1999 г.
2. 4 октября 2001 г. Штаб-квартира Хосе Вьегаса Филью в Москве[14]
3. 25 февраля 2004 г. Официальная резиденция Карлоса Аугусто Рего Сантоса Невеса в Москве[15]
4. 19 июля 2006 г. Фредерико Саломао Дуке Эстрада Мейер[16]
5. 30 апреля 2009 г. Фредерико Саломао Дуке Эстрада Мейер[17]
6. 2 июня 2011 года Освальдо Биато Джуниор[18]
7. 26 июня 2013 г. Деметрио Буэно Карвалью[19]
8. Марсия Доннер Абреу
9. Рубем Антонио Корреа Барбоза (июнь 2019)[10]
10. 1-го ноября, 2024 г. Марсел Фортуна Биато